# تغییر بازی (فیلم)
تغییر بازی (به انگلیسی: Game Change) فیلم درام سیاسی به کارگردانی جی روچ، محصول سال ۲۰۱۰ شبکه اچ‌بی‌او کشور آمریکا است، که در ۱۰ مارس ۲۰۱۰ به اکران درآمد. فیلم براساس کتاب تغییر بازی از جان هیلمن ساخته شده است. داستان فیلم پیرامون انتخابات ریاست‌جمهوری سال ۲۰۰۸ ایالات متحده آمریکا می‌باشد.

## موضوع
فیلم بر اساس کتاب تغییر بازی نوشته شده است. داستان فیلم بر رابطه و تلاش جان مک‌کین نامزد جمهوری‌خواهان و سارا پالین معاون او تمرکز دارد.

## واکنش ها
فیلم با واکنش منفی سارا پالین و مک‌کین روبرو شد. تغییر بازی، سارا پالین سیاستمدار را به عنوان چهره‌ای دوست‌داشتنی نمایش می‌دهد که تنها مشکلش این است که برای ورود به کاخ سفید آماده نیست. فیلم با نقدهای بسیار مثبتی روبرو شده است. راجر ابرت به این فیلم از چهار ستاره، سه و نیم ستاره داده است.
اندی سمبرگ در برنامه «زنده شنبه شب‌ها» معتقد است که بازی جولیان مور در فیلم نقص ندارد. منتقد لس آنجلس تایمز نیز در نقد خود بر فیلم ضمن ستودن بازی مور و هریس نوشته است شاید فیلم تمام حقایق را نگوید، اما نگاهی درست به سیاست آمریکا انداخته است.
تیم گودمن، جسارت فیلم در بیان موضوع اختلال روانی پالین بازی مور را شایسته دریافت جایزه امی توصیف کرده است.